# جرج هانتر
جرج هانتر (انگلیسی: George Hunter؛ ۱۸۸۵ – ۱۹۳۲) یک بازیکن فوتبال اهل انگلستان بود. وی در پیشاور، هند به دنیا آمد و در طول دوران حرفه‌ای برای استون ویلا، اولدهام اتلتیک و چلسی بازی کرد و در مارس ۱۹۱۴ او به منچستر یونایتد فروخته شد.